# Matías Ezequiel Vargas
Martín Matías Ezequiel Vargas (nascut el 8 de maig 1997), amb el malnom del Monito (en català: "Mico petit") és un futbolista professional argentí que juga com a volant esquerre o mitjapunta per l'Adana Demirspor, cedit pel RCD Espanyol.